# Acquate
Acquate es una frazione Italiana en el nordeste de la comuna de Lecco, en la provincia de Lecco, región de Lombardía. Se encuentra a 1,5 km del centro de la ciudad.

## Historia
La comuna fue una municipalidad independiente hasta 1923, cuando fue absorbida por Lecco.
La mayoría de las escenas de la película Los novios, de Alessandro Manzoni, están ambientadas en Acquate. La presunta casa de Lucía se localiza aquí.

## Fiestas
El Scigalott d'or (un término del dialecto de Lecco que significa cigarra dorada) es la feria más importante del lugar. Es sentida profundamente por los ciudadanos y se lleva a cabo en septiembre una vez cada dos años (en los años impares). Consiste en la realización de diversas actividades, competitivas y no, organizadas entre los seis distritos que conforman la frazione.

## Acquatenses destacados
- Lucia Ripamonti, (1909-1954), religiosa, proclamada beata por el papa Francisco en mayo de 2019.